# Tour der australischen Rugby-Union-Nationalmannschaft nach Frankreich und Nordamerika 1971
| Tour der Wallabies nach Frankreich und Nordamerika 1971 | Tour der Wallabies nach Frankreich und Nordamerika 1971 | Tour der Wallabies nach Frankreich und Nordamerika 1971 | Tour der Wallabies nach Frankreich und Nordamerika 1971 | Tour der Wallabies nach Frankreich und Nordamerika 1971 |
| Übersicht                                               | S                                                       | G                                                       | U                                                       | N                                                       |
| ------------------------------------------------------- | ------------------------------------------------------- | ------------------------------------------------------- | ------------------------------------------------------- | ------------------------------------------------------- |
| Test Matches                                            | 02                                                      | 1                                                       | 0                                                       | 1                                                       |
| Sonstige Spiele                                         | 08                                                      | 5                                                       | 0                                                       | 3                                                       |
| Gesamt                                                  | 10                                                      | 6                                                       | 0                                                       | 4                                                       |
|                                                         |                                                         |                                                         |                                                         |                                                         |
| Frankreich                                              | 02                                                      | 1                                                       | 0                                                       | 1                                                       |

Die Tour der australischen Rugby-Union-Nationalmannschaft nach Frankreich und Nordamerika 1971 umfasste eine Reihe von Freundschaftsspielen der Wallabies, der Nationalmannschaft Australiens in der Sportart Rugby Union. Das Team reiste im November 1971 durch Frankreich, Kanada und die Vereinigten Staaten. Während dieser Zeit bestritt es zehn Spiele. Dazu gehörten zwei Test Matches gegen die französische Nationalmannschaft, die mit je einem Sieg und einer Niederlage endeten. In den übrigen Spielen gegen Auswahlteams kamen drei weitere Niederlage hinzu.

## Spielplan
- Hintergrundfarbe grün = Sieg
- Hintergrundfarbe rot = Niederlage

(Test Matches sind grau unterlegt; Ergebnisse aus der Sicht Australiens)
| #  | Datum             | Gegner                       | Ort       | Stadion                        | Ergebnis |
| -- | ----------------- | ---------------------------- | --------- | ------------------------------ | -------- |
| 01 | 03. November 1971 | Nord de France               | Lille     |                                | 28:12    |
| 02 | 06. November 1971 | France 2ème division         | Limoges   |                                | 9:16     |
| 03 | 11. November 1971 | Alsace-Lorraine              | Straßburg |                                | 6:7      |
| 04 | 14. November 1971 | Alpes                        | Grenoble  |                                | 12:3     |
| 05 | 17. November 1971 | Provence–Côte-d’Azur         | Toulon    | Stade Mayol                    | 20:9     |
| 06 | 20. November 1971 | Frankreich                   | Toulouse  | Stadium Municipal              | 13:11    |
| 07 | 24. November 1971 | Côte Basque                  | Bayonne   | Stade Jean-Dauger              | 13:25    |
| 08 | 27. November 1971 | Frankreich                   | Colombes  | Stade Olympique Yves-du-Manoir | 9:18     |
| 09 | 01. Dezember 1971 | USA East                     | New York  |                                | 22:3     |
| 10 | 04. Dezember 1971 | British Columbia Rugby Union | Vancouver | Swangard Stadium               | 11:3     |

## Test Matches
| 20. November 1971 | Frankreich                                         | 11 : 13        | Australien                                                         | Stadium Municipal, Toulouse Zuschauer: 10.697 Schiedsrichter: Ernest Ernest (Wales) |
| 20. November 1971 | Versuche: Bertranne Skrela Straftritte: Villepreux | (11:6) Bericht | Versuche: l’Estrange (2) Erhöhungen: McGill Straftritte: J. McLean | Stadium Municipal, Toulouse Zuschauer: 10.697 Schiedsrichter: Ernest Ernest (Wales) |

Aufstellungen:
- Frankreich: Jean-Louis Azarete, Jean-Louis Bérot, Roland Bertranne, Pierre Biémouret, Élie Cester, Benoît Dauga , André Dubertrand, Jean Iraçabal, Jean-Pierre Lux, Michel Pebeyre, Jean-Claude Skrela, Claude Spanghero, Jean Trillo, Pierre Villepreux, Michel Yachvili
- Australien: Owen Butler, John Cole, Gregory Davis , David Dunworth, Russell Fairfax, Stuart Gregory, John Hipwell, Peter Johnson, David l’Estrange, Arthur McGill, Jeffrey McLean, Bob McLean, Roy Prosser, Geoffrey Shaw, Peter Sullivan

| 27. November 1971 | Frankreich                                                | 18 : 9         | Australien                        | Stade Olympique Yves-du-Manoir, Colombes Zuschauer: 15.000 Schiedsrichter: George Lamb (England) |
| 27. November 1971 | Versuche: Boffelli Villepreux Straftritte: Villepreux (4) | (12:6) Bericht | Straftritte: McGill J. McLean (2) | Stade Olympique Yves-du-Manoir, Colombes Zuschauer: 15.000 Schiedsrichter: George Lamb (England) |

Aufstellungen:
- Frankreich: Jean-Michel Aguirre, René Bénésis, Jean-Louis Bérot, Roland Bertranne, Victor Boffelli, Yvan Buonomo, Benoît Dauga , André Dubertrand, Jean-Pierre Hortoland, Jean-Pierre Lux, Jean-Louis Martin, Jean-Claude Skrela, Claude Spanghero, Jean Trillo, Pierre Villepreux
- Australien: Owen Butler, John Cole, Gregory Davis , David Dunworth, Russell Fairfax, Stuart Gregory, John Hipwell, Peter Johnson, David l’Estrange, Arthur McGill, Jeffrey McLean, Bob McLean, Roy Prosser, Geoffrey Shaw, Peter Sullivan 
 Auswechselspieler: Robert Thompson